# Citroën C4 Aircross
Citroën C4 Aircross — Компактный кроссовер автопроизводителя Citroën. Первая информация о нём появилась в сентябре 2011 года. Конечная версия была представлена в марте 2012 года на Женевском автосалоне. Платформа взята от Mitsubishi ASX и используется вместе с Peugeot 4008.
Продажи начались в апреле 2012 года. Цены стартуют с отметки 799 тыс. рублей за 1,6-литровый двигатель. Цена за 2-литровый агрегат - 999 000 руб.